# Laryssa Moskalenko
Laryssa Wytaljewna Moskalenko (ukrainisch Лариса Витальевна Москаленко, wiss. Transliteration Larysa Vytalʹevna Moskalenko; * 3. Januar 1963) ist eine ehemalige ukrainische Seglerin.

## Erfolge
Laryssa Moskalenko nahm zweimal in der 470er Jolle an Olympischen Spielen teil. Bei den Spielen 1988 in Seoul wurde sie gemeinsam mit Iryna Tschunychowska mit 45,4 Gesamtpunkten hinter den US-Amerikanerinnen Allison Jolly und Lynne Jewell sowie Marit Söderström und Birgitta Bengtsson aus Schweden Dritte. Der siebte Platz in der letzten Wettfahrt sicherte ihnen die Bronzemedaille, da sie bei einem schlechteren Ergebnis als dem achten Platz noch hinter das finnische Boot zurückgefallen wären. 1992 trat sie für das Vereinte Team an der Seite von Olena Pacholtschyk an, mit der sie als Vierte knapp einen weiteren Medaillengewinn verpasste. Im Jahr zuvor wurde sie in Brisbane mit Pacholtschyk Vizeweltmeisterin.